# Мелітопольська вулиця (Київ, Подільський район)
Мелітопольська ву́лиця — зникла вулиця, що існувала в Подільському районі міста Києва, місцевість Пріорка. Пролягала від Вишгородської вулиці до радгоспу «Поля Зрошення».

## Історія
Вулиця виникла в 1950-ті роки як дорога без назви до радгоспу «Поля Зрошення». Назву набула 1958 року. Ліквідована 1971 року у зв'язку з переплануванням.